# Cécile Lauber
Cécile Lauber (Luzern, 13 juli 1887 - aldaar, 16 april 1981) was een Zwitserse schrijfster.

## Biografie
Cécile Lauber was een dochter van Hermann Dietler. Ze genoot een muzikale en artistieke opleiding. In 1913 trouwde ze met Werner Lauber. In 1911 publiceerde Josef Viktor Widmann enkele van haar verhalen in de krant Der Bund. Belangrijke werken van haar hand waren onder meer Wandlung uit 1930, Stumme Natur uit 1939 en In der Gewalt der Dinge uit 1961, die een trilogie vormden, en het vierdelige Land deiner Mutter, dat verscheen tussen 1945 en 1957.

## Onderscheidingen
- Schillerprijs (1925, 1930, 1940 en 1964)

## Werken
- (de)  Wandlung, 1930.
- (de)  Stumme Natur, 1939.
- (de)  In der Gewalt der Dinge, 1961.
- (de)  Land deiner Mutter, 1945-1957.